# معهد بحوث البترول (مصر)
معهد بحوث البترول (بالإنجليزية:  Egyptian Petroleum Research Institute - EPRI)‏ هو معهد حكومي بحثي مصري يتبع وزارة البحث العلمي.
تأسس بموجب قرار رئيس الجمهورية رقم 541 لسنة 1974. أنشئ للمساعدة في دفع تنمية الدراسات والتطبيقات في قطاع النفط، وإيجاد حلول للمشاكل التقنية سواء طويلة أو قصيرة الأمد.
وحتى تستطيع وزارة البترول القيام بهذا الدور، فإن وزير البترول والثروة المعدنية يشغل منصب رئيس مجلس إدارة المعهد، فضلاً عن أعضاء آخرين يعينهم لدعم مهمة معهد بحوث البترول.

## القرارات المنظمة
- قرار رئيس الجمهورية رقم 541 لسنة 1974 بإنشاء وتنظيم معهد بحوث البترول.[7]
- قرار رئيس الجمهورية رقم 378 لسنة 1998: بشأن إعادة تنظيم المجلس الأعلى لمراكز ومعاهد البحوث بقطاع البحث العلمي وتعديل اسمه إلى مجلس المراكز والمعاهد والهيئات البحثية التابعة لوزير الدولة لشئون البحث العلمي.[8]
- قرار رئيس الجمهورية رقم 413 لسنة 2021 باللائحة التنفيذية لمعهد بحوث البترول.[9]